# 中国人民解放军天津警备区
中国人民解放军天津警备区，是现属中央军事委员会国防动员部的一个警备区，管辖范围为天津市。

## 编制
- 中国人民解放军天津市滨海新区军事部

所辖部队

## 历任领导
| 司令员 1. 萧劲光（1949年2月－1950年8月） 2. 漆远渥（1950年8月－1951年6月） 3. 萧新槐（1951年6月－1954年12月） 4. 杜文达（1955年3月－1959年1月） 5. 方之中（1959年6月－1965年2月） 6. 朱 彪（1965年2月－1967年2月） 7. 郑三生（1967年2月－1969年6月） 8. 王一（1969年6月－1978年11月） 9. 曹西康（1979年4月－1983年3月） 10. 吴 震（1983年3月－1985年7月） 11. 郑国忠（1985年7月－1990年6月） 12. 杨志华（1990年6月－1994年4月） 13. 金仁燮（1994年4月－1998年3月） 14. 滑兵来（1998年6月－2003年6月） 15. 段端武（2003年6月－2006年1月） 16. 王小京（2006年1月－2009年12月） 17. 董泽平（2009年12月－2014年7月） 18. 姚小旋（2014年7月－2020年12月） 19. 丁向榮(2020年12月一2022年2月11日) 20. 白忠斌(2022年2月11日一) | 政治委员 1. 黄克诚（1949年2月－1949年6月） 2. 黄 敬（1949年6月－1952年8月） 3. 张连奎（1952年8月－1953年8月） 4. 萧思明（1953年8月－1958年6月） 5. 万晓塘（1958年6月－1966年9月） 6. 解学恭（1969年10月－1978年6月） 7. 林乎加（1978年6月－1978年10月） 8. 陈伟达（1978年10月－1984年10月） 9. 宋振春（1983年4月－1985年7月） 10. 倪志福（1984年10月－1987年8月） 11. 兰保景（1985年7月－1990年6月） 12. 陈德毅（1990年6月－1993年2月） 13. 杨惠川（1993年2月－1994年11月） 14. 徐自强（1995年1月－1995年7月） 15. 寇宪祥（1995年11月－1996年7月） 16. 高云江（1996年7月－1999年9月） 17. 陈锦彪（1999年9月－2001年11月） 18. 刘书才（2001年11月－2004年2月） 19. 任之通（2004年2月－2007年12月） 20. 谢建华（2007年12月－2012年1月） 21. 廖可铎（2012年2月－2016年1月） 22. 李军（2018年6月－2024年1月） 23. 邱火林 1. 王建軍 (吉林) |